# 森林國家公園

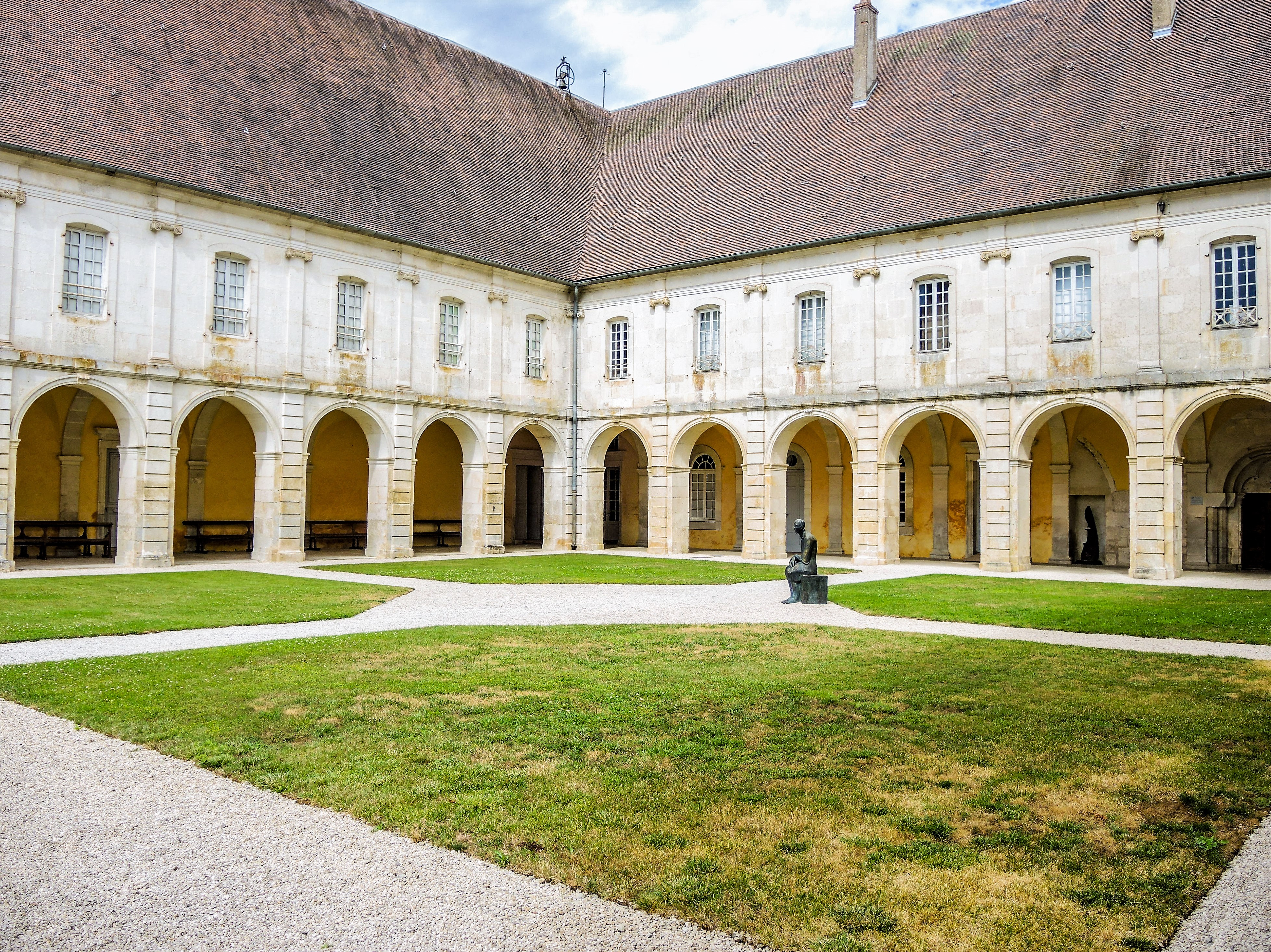
奧貝里夫修道院

森林國家公園（法語：Parc national de forêts）是法國的國家公園，位於該國東北部，橫跨上馬恩省和科多爾省，鄰近塞纳河畔沙蒂永，成立於2019年11月6日，面積560平方公里。